# بيلي ريد (نجار تركيبات)
بيلي ريد (بالإنجليزية: Billy Reid)‏ هو نجار تركيبات ‏ بريطاني، ولد في 1939 في New Lodge, Belfast ‏ في المملكة المتحدة، وتوفي في 15 مايو 1971 في بلفاست في المملكة المتحدة بسبب إصابة بعيار ناري.